# 山根雅史
山根 雅史（やまね まさし、5月25日 - ）は、日本の男性声優。鳥取県出身。アイムエンタープライズ所属。

## 略歴
日本ナレーション演技研究所出身。2017年よりアイムエンタープライズ所属で、雨宮夕夏のブログにも登場。
2021年6月21日にインターネットラジオステーション音泉で配信された松岡禎丞がパーソナリティをつとめるラジオ『松岡ハンバーグ』第74回にて同じ事務所の秋葉佑と共に新アシスタントに起用される。

## 人物
事務所の先輩である松岡禎丞の出演作品は声優になる以前から軒並みチェックしており、松岡初主演のTVアニメ『神様のメモ帳』からの隠れファンであったことをアシスタントを務めるラジオ『松岡ハンバーグ』第124回で松岡本人に伝えている。

## 出演

### テレビアニメ
2018年
- ラーメン大好き小泉さん（客、通行人A、店員A〜D、テレビ音声A、店員）
- citrus（ゾンビ）
- ゴールデンカムイ（兵士達）
- Butlers〜千年百年物語〜（貴堂孝臣）
- 多田くんは恋をしない（警察官、犬）
- ニル・アドミラリの天秤（加藤圭）
- 千銃士（農場主）
- ポチっと発明 ピカちんキット（勧誘員）
- ゴブリンスレイヤー（ホブゴブリン、冒険者、ゴブリンチャンピオン）
- ゾンビランドサガ（観客1）
- ソードアート・オンライン アリシゼーション（2018年 - 2019年、ゴブリン、警備員、村人、シボリ） - 2シリーズ
- メルクストーリア -無気力少年と瓶の中の少女-（ラオシン）
- INGRESS THE ANIMATION（ヒューロン研究員、SE、コラボレーターズ幹部）

2019年
- とある魔術の禁書目録III（ロンギエ、運転手、兵士）
- ダンベル何キロ持てる?（ジムの会員、店員、参加者、関林ジュン、ボディビルダー 他）
- 通常攻撃が全体攻撃で二回攻撃のお母さんは好きですか?
- スタミュ（生徒）
- Fate/Grand Order -絶対魔獣戦線バビロニア-（ガルラ霊）
- あひるの空（2019年 - 2020年、教師、男性教師）

2020年
- 理系が恋に落ちたので証明してみた。（召使い）
- ソマリと森の神様（人狩り）
- とある科学の超電磁砲T（たこやき屋、店主）
- 遊☆戯☆王SEVENS（2020年 - 2022年、ゴーハ社の幹部、観客、ならず者、トップ・オブ・ヘキサゴン、Dr. ゼータ 他）
- 乙女ゲームの破滅フラグしかない悪役令嬢に転生してしまった…（学園長）
- 白猫プロジェクト ZERO CHRONICLE（商人）
- 八男って、それはないでしょう!（アームストロング）
- THE GOD OF HIGH SCHOOL ゴッド・オブ・ハイスクール（米軍兵士）
- Re:ゼロから始める異世界生活（2020年 - 2021年、兵士、村人） - 2シリーズ
- モンスター娘のお医者さん（シルシャの夫）
- 宇崎ちゃんは遊びたい!（鳥取県知事、あっきゅん）
- 恋とプロデューサー〜EVOL×LOVE〜（黒服）
- 放課後ていぼう日誌（手芸部員）
- 魔王城でおやすみ（ミノタウロス）
- いわかける! - Sport Climbing Girls -（男性C）
- アクダマドライブ（処刑課）
- くまクマ熊ベアー（2020年 - 2023年、通行人、サルバード派C） - 2シリーズ
- キングスレイド 意志を継ぐものたち（オーク3、アンデッド2）
- ストライクウィッチーズ ROAD to BERLIN（戦車兵）

2021年
- EX-ARM エクスアーム（不良）
- オルタンシア・サーガ（上級教会騎士、処刑執行人）
- 転生したらスライムだった件（2021年 - 2024年、兵士C、グレゴリー） - 2シリーズ
- 回復術士のやり直し（バーのマスター、オーク）
- イジらないで、長瀞さん（男性）
- ひぐらしのなく頃に卒（作業員）
- 見える子ちゃん（化け物、超さんかい、フード男）
- 無職転生 〜異世界行ったら本気だす〜（輩B）
- 大正オトメ御伽話（村人）
- MUTEKING THE Dancing HERO（寿司CMナレーション）
- プラチナエンド（一の父）
- 境界戦機（ヤタガラス隊員）

2022年
- 現実主義勇者の王国再建記（貴族）
- 勇者、辞めます（子分B）
- ドラえもん（テレビ朝日版第2期）（強盗）
- 黒の召喚士（ラジ）
- Extreme Hearts（司会、観客）
- VAZZROCK THE ANIMATION（プロデューサー）
- 機動戦士ガンダム 水星の魔女（司会者）

2023年
- アルスの巨獣（ゴンク）
- 人間不信の冒険者たちが世界を救うようです（オーガ、アッシュ）
- スパイ教室（フリーゼ） - 2シリーズ
- 最強陰陽師の異世界転生記（大工）
- ノケモノたちの夜（農夫）
- 異世界ワンターンキル姉さん 〜姉同伴の異世界生活はじめました〜（オーク次男、クマたち、居酒屋の亭主、町人B、ストーンシャーク 他）
- 異世界召喚は二度目です（船乗り）
- 絆のアリル（絵画教室の先生）
- SYNDUALITY Noir
- SHY（2023年 - 2024年、コメンテーター） - 2シリーズ
- 豚のレバーは加熱しろ（街の人々、酔客）
- 冒険者になりたいと都に出て行った娘がSランクになってた（ダンカン）
- 君のことが大大大大大好きな100人の彼女（金持ちの家の犬）

2024年
- 遊☆戯☆王ゴーラッシュ!!（2024年 - 2025年、ダロウ）
- 最弱テイマーはゴミ拾いの旅を始めました。（店主、旅人、オーガA、フロフロ店主）
- 戦国妖狐（開天の十聖）
- バーテンダー 神のグラス（役員2）
- 神は遊戯に飢えている。（老店主、使徒）
- 烏は主を選ばない（南家の宮烏）
- 魔王軍最強の魔術師は人間だった（ゴーレム、副官）
- ダンジョンの中のひと（バンデグ）
- 【推しの子】（ライツ）
- 異世界スーサイド・スクワッド（オーガ、ノッポ）
- なぜ僕の世界を誰も覚えていないのか?（ガーゴイル）
- この世界は不完全すぎる（衛兵）
- アオのハコ
- 転生貴族、鑑定スキルで成り上がる（ダン・アレースト）
- らんま1/2 (2024)（部員）
- 忍たま乱太郎（2024年 - 2025年、兵、町人、街道の人々、忍者、町の人）

2025年
- 全修。（ベテラン演出、町民たち、酒場の客、ガンガー）
- 外れスキル《木の実マスター》 〜スキルの実（食べたら死ぬ）を無限に食べられるようになった件について〜（ジーンの仲間、父親）
- グリザイア:ファントムトリガー（テロリスト）
- Sランクモンスターの《ベヒーモス》だけど、猫と間違われてエルフ娘の騎士として暮らしてます（ゴブリン）
- 戦隊レッド 異世界で冒険者になる（ミノタウロス）
- トリリオンゲーム（DB開発部リーダー）
- 青のミブロ（花火師）
- 神統記（テオゴニア）（ラグ村兵士）
- 一瞬で治療していたのに役立たずと追放された天才治癒師、闇ヒーラーとして楽しく生きる（オークB）
- 九龍ジェネリックロマンス（黒服の男）
- 日々は過ぎれど飯うまし（写真スタッフ）
- Turkey!（野武士）
- 鬼人幻燈抄（御坊主）
- ニャイト・オブ・ザ・リビングキャット（救助隊）

### 劇場アニメ
- 劇場版 SHIROBAKO（2020年、戦闘員F[39]）
- 劇場版 Fate/Grand Order -神聖円卓領域キャメロット- 前編 Wandering; Agateram（2020年、粛正騎士）
- 好きでも嫌いなあまのじゃく（2024年、運転手）
- 劇場版すとぷり はじまりの物語〜Strawberry School Festival!!!〜（2024年、海の家の夫婦・夫）
- 風都探偵 仮面ライダースカルの肖像（2024年、黒服D）
- 機動戦士ガンダム 鉄血のオルフェンズ ウルズハント -小さな挑戦者の軌跡-（2025年、アイコー・ザン[40]）

### OVA
- 無職転生 〜異世界行ったら本気だす〜「エリスのゴブリン討伐」（2022年、魔族A） - TV未放送エピソード

### Webアニメ
- バトルスピリッツ 赫盟のガレット（2020年 - 2021年、ザイファー・トライ[41]）
- バトルスピリッツ ミラージュ（2022年、議員B）
- 転生したらスライムだった件 コリウスの夢（2023年、兵士）

### ゲーム
2018年
- 共闘ことばRPG コトダマン（2018年 - 2023年、タヴァナルシス、すいトン、プラチナーガ、バッチ虎イ、サクラードーン、ホウダイカンリュウ、ザン骸ズ、デュランだる～、ホシガリザード、いけ杉けん信、ウェイシュト、スレイヤー）
- スマッシュ&マジック（鎧戦車 ドルグ）
- スカイフォート･プリンセス（アレス）
- プレカトゥスの天秤（ギース）

2020年
- モンスターストライク（2020年 - 2025年、宝蔵院胤栄、祢々切丸、グレゴリー）
- セイクリッドブレイド（ニール）
- ソードアート・オンライン アリシゼーション リコリス
- メギド72（2020年 - 2023年、ウトゥック）
- ブラウンダスト（クラザン）

2022年
- DNF DUEL（冤鬼）
- SDガンダム バトルアライアンス（連邦指揮官C、ジオン指揮官A、ティターンズ兵B、連合指揮官〈SEED DES〉B、鉄華団員B）

2023年
- ダークテイルズ～鏡と狂い姫～（千一夜の王）
- ストリートファイター6（市民）
- 信長の野望 覇道（高橋紹運）
- 信長の野望 出陣（長宗我部国親、鈴木左大夫、村上武吉）
- ソダテツ（播磨ダイナ）
- タワーオブスカイ（バンリョウ）

2024年
- ゴブリンスレイヤー -ANOTHER ADVENTURER- NIGHTMARE FEAST
- ユニコーンオーバーロード（ギース、傭兵（タイプB）/ NPC）

### 吹き替え
- 龍族 -The Blazing Dawn-（2024年、学生、サムソン、七つの大罪）
- バスティオン36（2025年）

### デジタルコミック
- 怨霊奥様（2020年 - 2021年、讐）
- 地球の子（2022年、片桐・マッケンジー・悠真[68]）

### シリーズ一覧
1. ↑  『アリシゼーション』（2018年）、『アリシゼーション War of Underworld』第1クール（2019年）
2. ↑  第2期前半クール（2020年）、第2期後半クール（2021年）
3. ↑  第1期（2020年）、第2期『ぱーんち！』（2023年）
4. ↑  第2期第1部（2021年）、第3期（2024年）
5. ↑  1st season（2023年）、2nd season（2023年）
6. ↑  第1期（2023年）、第2期『東京奪還編』（2024年）